# Суммонте
Суммонте (італ. Summonte) — муніципалітет в Італії, у регіоні Кампанія,  провінція Авелліно.
Суммонте розташоване на відстані близько 220 км на південний схід від Рима, 45 км на схід від Неаполя, 6 км на північний захід від Авелліно.
Населення — 1635 осіб (2014).
Покровитель — святий Миколай.

## Демографія
Населення за роками:

Станом на 1 січня 2023 року в муніципалітеті офіційно проживали 53 іноземці з 12 країн, серед них 23 громадяни країн Євросоюзу та 8 громадян України.

## Сусідні муніципалітети
- Авелліно
- Каприлья-Ірпіна
- Меркольяно
- Оспедалетто-д'Альпіноло
- Паннарано
- П'єтрасторніна
- Куадрелле
- Сант'Анджело-а-Скала
- Сіриньяно